# Język achwaski
Język achwaski (nazwa własna: АшwалIи мицIи) – jeden z niewielkich języków kaukaskich, używany przez Achwachów. Należy do języków andyjskich w zespole awaro-didojskim, tworzącym podgrupę wśród języków dagestańskich w grupie północno-wschodniej (nachsko-dagestańskiej) języków kaukaskich.
Język ten używany był według różnych szacunków od ok. 3,5 tys. osób (1990 r.) do nawet 6 tys., w osiedlu Achwach-Sztab (Isztapa) w południowym Dagestanie oraz sześciu innych, niewielkich wioskach w okolicy, a także w jednej wiosce (Achwach-Dere) na terenie Azerbejdżanu. Nazwa języka wywodzi się od nazwy największej wsi, w której zamieszkują użytkownicy języka.
W 2010 r. posługiwało się nim 210 osób. W Azerbejdżanie wyszedł z użycia.
Język ten nie wykształcił piśmiennictwa. Jest używany wyłącznie w sytuacjach nieformalnych, w domu, wśród znajomych. W charakterze języka literackiego i środka komunikacji międzygrupowej używany jest język awarski. Jest zdecydowanie zagrożony wymarciem ze względu na dominację awarskiego i niewielką liczebność społeczności. W powszechnym użyciu jest także język rosyjski, który jest wykorzystywany w edukacji.
Oba dialekty achwaskiego (północny i południowy) są na tyle od siebie odrębne, że ich użytkownicy porozumiewają się ze sobą w języku awarskim.
Studia nad językiem achwaskim zapoczątkował niemiecki kaukazolog Adolf Dirr (1867–1930), publikując w 1909 r. w Tbilisi Materiały dla badań dialektów i języków grupy ando-didojskiej (Материалы для изучения языков и наречий андо-дидойской группы), zawierające m.in. wybór tekstów achwaskich.
W języku achwaskim występują zapożyczenia leksykalne z arabskiego, awarskiego i rosyjskiego.